# 佐世保市中学校一覧
本稿には、2013年現在佐世保市が運営する市立中学校の基本データ一覧を挙げる。生徒数・学級数は2013年度の長崎県教育庁発表データに基づく

## 佐世保市立宮中学校（みやちゅうがっこう）
- 所在地：城間町338（西肥バス「長畑町」バス停から5分）
- 生徒数64名、3学級
- 校区：宮小学校区。
- 昭和22年（1947年）、宮小学校に間借りして「宮村立宮中学校」設立。昭和45年宮小学校が移転し併設解消。
- 校歌：「白南風匂う朝の陽に…」作詞・原善麿/作曲・伊藤英一

## 佐世保市立三川内中学校（みかわちちゅうがっこう）
- 所在地：新行江町957（西肥バス「三川内支所前」バス停から10分）
- 生徒数92名、3学級
- 校区：三川内小学校区。
- 昭和22年（1947年）、折尾瀬小学校に間借りして「折尾瀬村立折尾瀬中学校」設立、佐世保市編入に合わせ「三川内中学校」に改称。
- 校歌：「西岳遠く雲は湧き…」作詞・田原南軒/作曲・富永定美

## 佐世保市立広田中学校（ひろだちゅうがっこう）
- 所在地：重尾町188（西肥バス「広田中学校前」バス停すぐ）
- 生徒数465名、14学級（特別支援教室1を含む）
- 校区：広田小学校区。
- 平成3年（1991年）、早岐中学校区の生徒増加緩和のため、現在地に「佐世保市立広田中学校」分離設立。
- 校歌：「恵み豊かなふるさとの…」作詞・本間真一/作曲・小川源

設立時、校歌はアカペラであった。

## 佐世保市立早岐中学校（はいきちゅうがっこう）
- 所在地：陣ノ内町100（西肥バス「早岐中学校前」バス停から5分）
- 生徒数764名、24学級（特別支援教室2を含む）
- 校区：早岐小学校区・花高小学校区。
- 昭和22年（1947年）、佐世保工廠早岐工員宿舎を転用し、現在地に「佐世保市立早岐中学校」設立。
- 校歌：「春若草の夢萌えて…」作詞・風木雲太郎/作曲・下総皖一

## 佐世保市立東明中学校（とうめいちゅうがっこう）
- 所在地：江上町814（西肥バス「東明中学校」バス停から5分）
- 生徒数205名、6学級
- 校区：江上小学校区・針尾小学校区。
- 昭和42年（1967年）、「江上中学校」・「崎針尾中学校」を合併して設立。
- 校歌：「東より光りは来る…」作詞・北野昇三/作曲・中島英二

## 佐世保市立日宇中学校（ひうちゅうがっこう）
- 所在地：日宇町218（西肥バス「日宇駅前」バス停から15分）
- 生徒数734名、22学級（特別支援教室2を含む）
- 校区：日宇小学校区・黒髪小学校区・大塔小学校区。
- 昭和22年（1947年）、旧日宇小学校跡に「佐世保市立日宇中学校」設立。昭和52年の全焼火災を機に現在地へ移転。
- 校歌：「風にそよぐよ美しきもの…」作詞・浜野重郎/作曲・早川清一

部活動面では、バレー部が、県大会3連覇、全国大会出場2回、2005年に全国3位、翌年、2位という輝かしい成績をもっている

## 佐世保市立福石中学校（ふくいしちゅうがっこう）
- 所在地：干尽町2-10（西肥バス「福石中学校前」バス停すぐ）
- 生徒数202名、8学級（特別支援教室2を含む）
- 校区：福石小学校区・天神小学校区の一部。
- 昭和22年（1947年）、佐世保工廠大和工員宿舎を転用し、現在地に「佐世保市立福石中学校」設立。
- 校歌：「烏帽子は高く紫紺に映えて…」作詞・長田泉/作曲・田元千之

## 佐世保市立崎辺中学校（さきべちゅうがっこう）
- 所在地：天神町1706（西肥バス「港小学校前」バス停すぐ）
- 生徒数295名、9学級
- 校区：港小学校区・天神小学校区の一部。
- 昭和59年（1984年）、福石中学校区の生徒増加緩和のため、現在地に「佐世保市立崎辺中学校」分離独立。
- 校歌：(アカペラ)「鎮め永久なる天神に…」作詞・本間真一/作曲・中武幸嗣

## 佐世保市立山澄中学校（やまずみちゅうがっこう）
- 所在地：須田尾町732（西肥バス「山澄中学校入口」バス停すぐ）
- 生徒数342名、11学級（特別支援教室1を含む）
- 校区：木風小学校区・潮見小学校区・白南風小学校区。
- 昭和22年（1947年）、佐世保工廠福石工員宿舎を転用し、福石中学校に間借りして「佐世保市立山澄中学校」設立。
- 校歌：「烏帽子が岳の裾ひろく…」作詞・辻正雄/作曲・河野武

## 佐世保市立祇園中学校（ぎおんちゅうがっこう）
- 所在地（平成25年度以降）：祇園町14-12（西肥バス「島瀬町」バス停から15分）・仮校舎（平成23年度～平成24年度）：花園町10-1（西肥バス「花園町」バス停すぐ）
- 生徒数421名、14学級（特別支援教室2を含む）
- 校区：小佐世保小学校区・祇園小学校区・山手小学校区
- 平成23年（2011年）旭中学校と花園中学校を統合し、「祇園中学校」設立。

　旧旭中施設を取り壊し、平成25年（2013年）新校舎完成。
- 完成までの間、仮校舎として、平成23年（2011年）4月から平成25年（2013年）3月まで旧花園中施設を使用していた。
- 校歌：「朝日に映える烏帽子岳…」作詞・新谷智恵子/作曲・松岡貴史

## 佐世保市立清水中学校（しみずちゅうがっこう）
- 所在地：万徳町9-7（西肥バス「宮田町」バス停から3分）
- 生徒数302名、11学級（特別支援教室2を含む）
- 校区：清水小学校区・大久保小学校区・春日小学校区の一部。
- 昭和22年（1947年）、現在地（陸軍重砲兵連隊宿舎跡）に「佐世保市立清水中学校」設立。
- 校歌：「見よ西海の波蒼く…」作詞・上田英夫/作曲・堀内敬三

## 佐世保市立光海中学校（こうかいちゅうがっこう）
- 所在地：金比良町1-15（西肥バス「光海中学校前」バス停すぐ）
- 生徒数70名、3学級
- 校区：金比良小学校区。
- 昭和23年（1948年）、現在地（佐世保工廠分工場跡）に「佐世保市立光海中学校」設立。
- 校歌：「新しき世紀の夜明け…」作詞・堀江一郎/作曲・池田市郎

## 佐世保市立愛宕中学校（あたごちゅうがっこう）
- 所在地：赤崎町483-2（西肥バス「愛宕中学校入口」バス停から5分）
- 生徒数227名、8学級（特別支援教室1を含む）
- 校区：赤崎小学校区・船越小学校区・俵浦小学校区・庵浦小学校区。
- 昭和22年（1947年）、現在地（佐世保工廠赤崎工員宿舎跡）に「佐世保市立愛宕中学校」設立。平成28年（2016年）野崎中学校を統合。
- 校歌：「東に仰ぐ烏帽子の…」作詞・田原末義/作曲・藤岡博夫

## 佐世保市立日野中学校（ひのちゅうがっこう）
- 所在地：日野町2079（西肥バス「日野小学校入口」、「沖田自衛隊入口」バス停から10分）
- 生徒数470名、14学級（特別支援教室1を含む）
- 校区：日野小学校区・相浦西小学校区の一部（大潟・大崎地区）。
- 平成13年（2001年）、相浦中学校区の生徒増加緩和のため「佐世保市立日野中学校」分離独立。
- 校歌：「朝日輝く弓張の…」作詞・校歌作成委員会/作曲・中島忠幸

## 佐世保市立相浦中学校（あいのうらちゅうがっこう）
- 所在地：川下町277（西肥バス「相浦中学校前」バス停から3分、松浦鉄道「大学」駅から徒歩3分）
- 生徒数503名、17学級（特別支援教室2を含む）
- 校区：相浦小学校区・相浦西小学校区。
- 昭和22年（1947年）、相浦小学校・旧相浦青年学校・相浦公会堂に分散間借りして「佐世保市立相浦中学校」設立。
- 校歌：「文化輝くこのあした…」作詞・辻仁/作曲・鬼塚晴夫

## 佐世保市立浅子中学校（あさごちゅうがっこう）
- 所在地：浅子町58（西肥バス「臼の浦」バス停下車）
- 生徒数16名、2学級（2・3年生複式学級1を含む）
- 校区：浅子小学校区。※2018年（平成30年）から義務教育学校「佐世保市立浅子小中学校」となった。佐世保市立黒島小中学校とともに長崎県内では初の義務教育学校設置となる。
- 昭和25年（1950年）、浅子小学校に間借りして「佐世保市立浅子中学校」設立。
- 校歌：「島山は緑に映えて…」作詞・黒川歩/作曲・島内三郎…浅子小と共通

## 佐世保市立黒島中学校（くろしまちゅうがっこう）
- 所在地：黒島町2608-10（黒島港から25分）
- 生徒数12名、2学級（2・3年生複式学級1を含む）
- 校区：黒島小学校区。※2018年（平成30年）から義務教育学校「佐世保市立黒島小中学校」となった。佐世保市立浅子小中学校とともに長崎県内では初の義務教育学校設置となる。
- 昭和22年（1947年）、黒島小学校に間借りして「黒島村立黒島中学校」設立。昭和37年、現在地に移転。
- 校歌：「西海の潮寄せる島…」作詞・堀江一郎/作曲・池田市郎

## 佐世保市立中里中学校（なかざとちゅうがっこう）
- 所在地：中里町905（西肥バス「中里駅前」から徒歩10分、松浦鉄道「中里」駅からも同様）
- 生徒数363名、11学級（特別支援教室1を含む）
- 校区：中里小学校区・皆瀬小学校区。
- 昭和22年（1947年）、中里小学校に間借りして「佐世保市立中里中学校」設立。
- 校歌：「暁星淡く明けそめて…」作詞・石橋謙二/作曲・倉舗彰貫

## 佐世保市立大野中学校（おおのちゅうがっこう）
- 所在地：松瀬町838（西肥バス「大野中学校下」バス停から3分）
- 生徒数657名、19学級（特別支援教室1を含む）
- 校区：大野小学校区・春日小学校区。
- 昭和22年（1947年）、大野小学校に間借りして「佐世保市立大野中学校」設立。
- 校歌：「そびえて高き石盛の…」作詞・福原一穂/作曲・伊藤英一

## 佐世保市立柚木中学校（ゆのきちゅうがっこう）
- 所在地：柚木町2063（西肥バス「柚木小学校前」バス停から5分）
- 生徒数88名、3学級
- 校区：柚木小学校区。
- 昭和22年（1947年）、柚木小学校に間借りして「柚木村立柚木中学校」設立。
- 校歌：「紅葉映ゆる国見岳…」作詞・近藤益雄/作曲・伊藤英一
- 第13回全国中学生空手道選手権大会　男子団体戦準優勝

## 佐世保市立吉井中学校（よしいちゅうがっこう）
- 所在地：吉井町前岳3-2（西肥バス「吉井学校前」バス停から2分）
- 生徒数214名、8学級（特別支援教室2を含む）
- 校区：吉井北小学校区・吉井南小学校区。
- 昭和22年（1947年）、「吉井村立吉井中学校」として設立。

## 佐世保市立世知原中学校（せちばるちゅうがっこう）
- 所在地：世知原町栗迎132-1（西肥バス「大正町」バス停から2分）。
- 生徒数101名、4学級。
- 校区：世知原小学校区。
- 昭和22年（1947年）、「世知原村立世知原中学校」として設立。
- 昭和41年度永年保健体育指導研究発表表彰状を受ける。
- 平成17年佐世保市との合併により,佐世保市立世知原中学校となる。
- 校歌：「胸をはり　天を仰げば…」作詞・岸川勝己/作曲・毛利研磨。
- 施設内容:床面積　3,042平方メートル、敷地面積　3,382平方メートル、運動場面積　8,143平方メートル

## 佐世保市立小佐々中学校（こさざちゅうがっこう）
- 所在地：小佐々町西川内132（西肥バス「小佐々行政センター」バス停）
- 生徒数220名、7学級（特別支援教室1を含む）
- 校区：小佐々小学校区・楠栖小学校区。
- 昭和22年（1947年）、「小佐々村立小佐々中学校」として設立。昭和44年（1969年）楠栖中学校と統合。
- 校歌「九十九島の波青く…」作詞・市場」市瀬正生/作曲・菅沼義重

## 佐世保市立宇久中学校（うくちゅうがっこう）
- 所在地：宇久町平2690（平港から10分）
- 生徒数32名、3学級
- 校区：宇久小学校区・神浦小学校区。
- 昭和22年（1947年）、「宇久村立宇久中学校」として設立。平成18年（2006年）神浦中学校と統合。
- 校歌「蒼波洋々三千里…」作詞・田原南軒/作曲・藤岡博夫

## 佐世保市立江迎中学校（えむかえちゅうがっこう）
- 所在地：江迎町乱橋584
- 生徒数143名、8学級（特別支援教室2を含む）
- 校区：江迎小学校区・猪調小学校区。
- 昭和22年（1947年）、「江迎町立江迎中学校」として設立。昭和39年（1964年）猪調中学校と統合。
- 校歌「江迎湾の奥深き…」作詞・市瀬正生/作曲・有賀長助

## 佐世保市立鹿町中学校（しかまちちゅうがっこう）
- 所在地：鹿町町下歌ヶ浦1-16
- 生徒数135名、7学級（特別支援教室2を含む）
- 校区：歌浦小学校区・鹿町小学校区。
- 昭和22年（1947年）、「鹿町村立鹿町中学校」として設立。昭和47年（1972年）歌浦中学校と対等合併。施設は歌浦中、校名は鹿町中が継承。
- 校歌「大観の朝日のごとく…」作詞・市瀬正生/作曲・田元千之

## かつて存在した公立中学校
- 江上中学校（えがみちゅうがっこう）…昭和22年（1947年）、旧海軍施設部跡地に「江上村立江上中学校」設立。昭和42年（1967年）針尾中学校と対等合併、東明中学校が成立し閉校。
- 針尾中学校（はりおちゅうがっこう）…昭和22年（1947年）、旧海軍送信所跡に「崎針尾村立崎針尾中学校」設立、佐世保編入に合わせ「針尾中学校」に改称。昭和42年（1967年）江上中学校と対等合併、東明中学校が成立し閉校。
- 楠栖中学校（くすずみちゅうがっこう）…昭和22年（1947年）「小佐々村立楠栖中学校」設立。北松炭田の閉山にともない、昭和44年（1969年）小佐々中学校に編入。
- 神浦中学校（こうのうらちゅうがっこう）…昭和22年（1947年）「神浦村立神浦中学校」設立。宇久島の過疎化にともない、平成18年（2006年）宇久中学校に編入。
- 猪調中学校（いのつきちゅうがっこう）…昭和22年（1947年）「江迎町立猪調中学校」設立。校舎全焼を期に昭和39年（1964年）江迎中学校に編入。
- 歌浦中学校（うたがうらちゅうがっこう）…昭和22年（1947年）「鹿町村立歌浦中学校」設立。鹿町炭田閉山により、昭和47年（1972年）鹿町中学校と対等合併。
- 旭中学校（あさひちゅうがっこう）…昭和22年（1947年）小佐世保小学校に間借りして「佐世保市立旭中学校」設立。昭和24年(1947)現在地に移転。平成23年（2011年）花園中学校と合併し祇園中学校成立。
- 花園中学校（はなぞのちゅうがっこう）…昭和32年（1957年）旭中学校区生徒増加緩和のため、米軍乗馬クラブ跡に「佐世保市立花園中学校」分離独立。平成23年（2011年）旭中学校と合併し祇園中学校成立。
- 野崎中学校（のざきちゅうがっこう）…昭和22年（1947年）俵浦小学校に間借りして「佐世保市立俵浦中学校」設立。昭和47年に「佐世保市立野崎中学校」に改称。平成28年（2016年）愛宕中学校に統合。